# Charming the Hearts of Men
Charming the Hearts of Men est un film américain réalisé par S.E. DeRose, sorti en 2021.

## Fiche technique
Sauf indication contraire ou complémentaire, les informations mentionnées dans cette section peuvent être confirmées par la base de données IMDb.
- Titre français : Charming the Hearts of Men
- Titre original : Charming the Hearts of Men
- Réalisation : S.E. DeRose
- Scénario : S.E. DeRose
- Musique : Mark Orton (en)
- Photographie : Gavin Struthers
- Montage : Lee Percy et Joe Francis
- Production : Brian David Cange, S.E. DeRose, David Gendron et Richard T. Lewis
- Société de production : High Hopes Productions
- Société de distribution : Gravitas Ventures
- Pays d'origine : États-Unis
- Genre : drame romantique
- Durée : 107 minutes
- Dates de sortie :
  - Etats-Unis : 13 août 2021

## Distribution
- Anna Friel : Grace Gordon
- Kelsey Grammer : le membre du Congrès
- Starletta DuPois : Mattie
- Pauline Dyer : Jubilee
- Aml Ameen : Walter
- Henry G. Sanders : Abel
- Curtis Hamilton : Andrew
- Tina Ivlev : Ruth
- Hendrix Yancey : Angelina
- Sean Astin : George